# فرودگاه هینتن/اینترنس
فرودگاه هینتن/اینترنس (به انگلیسی: Hinton/Entrance Airport) یک فرودگاه همگانی است که یک باند فرود چمن دارد و طول باند آن ۱۱۲۸ متر است. این فرودگاه در کشور کانادا قرار دارد و در ارتفاع ۱۰۵۲ متری از سطح دریا واقع شده‌است.